# LPGA Tour 1987
Navigation
Édition précédente Édition suivante
Le LPGA Tour 1987 est la trentième-huitième édition du Ladies Professional Golf Association Tour (LPGA), circuit professionnel féminin de golf, qui se déroule du 29 janvier 1987 au 8 novembre 1987. Axé sur les États-Unis, la LPGA a entrepris la tenue de tournois hors du continent américain ces dernières saisons, ainsi cette saison voit des tournois programmés au Canada et au Japon. Cette trentième-huitième édition de ce circuit permet de proposer un certain nombre de tournois professionnels destinés aux femmes en dehors des compétitions amateurs. La volonté de la professionnalisation des golfeuses leur permet désormais de gagner de l'argent en jouant au golf.
Cette saison comporte trente-trois tournois, soit autant qu'en 1986, auxquels sont insérées des dotations financières en fonction du résultat de la golfeuse. Quatre de ces tournois sont considérés comme « tournoi majeur » - le Nabisco Dinah Shore, le Championnat de la LPGA, le Classique du Maurier et l'Open américain - et sont considérés comme les plus prestigieux et difficiles à remporter.
La Japonaise Ayako Okamoto est désignée « Joueuse de l'année de la LPGA » (« Player of the Year ») pour la première fois de sa carrière et gagne le classement des gains remporté avec des gains de 466 334 $ en remportant quatre victoires mais aucun tournoi majeur. C'est la première fois qu'une non-américaine remporte ces deux classements. Les quatre tournois majeurs sont remportés par Betsy King (Nabisco Dinah Shore), Jane Geddes (Championnat de la LPGA), Jody Rosenthal (Classic du Maurier) et l'Anglaise Laura Davies (Open américain). Enfin, le « Trophée Vare » récompensant la golfeuse ayant la moyenne de score la plus basse de la saison est également remporté par Betsy King pour la première fois de sa carrière.

## Histoire
Pour l'organisation de cette trentième-huitième édition, la majorité des tournois se disputent aux États-Unis mais quatre tournois sont programmés hors des États-Unis. Comme la saison précédente, la LPGA décide d'organiser des tournois hors des frontières des États-Unis avec la tenue de tournois programmés au Canada et au Japon. La majorité des joueuses sont des golfeuses principalement américaines professionnelles et amateures mais la LPGA intègre quelques années des golfeuses étrangères. Le calendrier fait débuter la saison par le Classique de Mazda en Floride remporté par Kathy Postlewait. Au cours de cette saison, bien que la majorité des tournois ont été remportés par des golfeuses américaines professionnelles, de nombreuses golfeuses non-américaines remportent des tournois : les Japonaise Ayako Okamoto et Yuko Moriguchi, l'Australienne Jan Stephenson et l'Anglaise Laura Davies.
La Japonaise Ayako Okamoto est désignée « Joueuse de l'année de la LPGA » (« Player of the Year ») pour la première fois de sa carrière et gagne le classement des gains avec des gains de 466 334 $ en remportant quatre victoires mais aucun tournoi majeur. C'est la première fois qu'une non-américaine remporte ces deux classements. Les quatre tournois majeurs sont remportés par Betsy King (Nabisco Dinah Shore), Jane Geddes (Championnat de la LPGA), Jody Rosenthal (Classic du Maurier) et l'Anglaise Laura Davies (Open américain).

## Participantes à la saison LPGA 1987
Les participantes ont deux statuts. Certaines sont devenues professionnelles mais de nombreuses amateures prennent également part aux tournois sans toutefois pouvoir recevoir le montant des gains en raison de leur statut.
| Participantes    | Participantes    | Participantes         | Participantes       | Participantes    |
| Professionnelles | Professionnelles | Professionnelles      | Professionnelles    | Professionnelles |
| ---------------- | ---------------- | --------------------- | ------------------- | ---------------- |
| Amy Alcott       | Kathy Baker      | Marci Bozarth         | Pat Bradley         | Jill Briles      |
| JoAnne Carner    | Jane Crafter     | Beth Daniel           | Laura Davies        | Lori Garbacz     |
| Jane Geddes      | Shirley Furlong  | Dot Germain           | Cathy Gerring       | Tammie Green     |
| Shelley Hamlin   | Penny Hammel     | Cindy Hill            | Juli Inkster        | Christa Johnson  |
| Rosie Jones      | Betsy King       | Nancy Lopez           | Yuko Moriguchi      | Cathy Morse      |
| Ayako Okamoto    | Sandra Palmer    | Kathy Postlewait      | Sally Quinlan       | Cindy Rarick     |
| Deb Richard      | Laurie Rinker    | Patti Rizzo           | Jody Rosenthal      | Barb Scherbak    |
| Patty Sheehan    | Val Skinner      | Muffin Spencer-Devlin | Jan Stephenson      | Nancy Taylor     |
| Colleen Walker   | Robin Walton     | Donna White           | Mary Beth Zimmerman |                  |

## Classements saison 1987

### Tableau des gains («Money list»)
Le tableau ci-dessous est le classement des golfeuses par gains obtenus sur cette saison 1987. Le classement par gains est remporté par la Japonaise Ayako Okamoto avec 466 334 $ remportés, première victoire d'une non-américaine depuis la création du circuit.
| Cla. | Golfeuses         | Gains     | Victoires |
| ---- | ----------------- | --------- | --------- |
| 1    | Ayako Okamoto     | 466 334 $ |           |
| 2    | Betsy King        | 460 385 $ |           |
| 3    | Jane Geddes       | 396 818 $ |           |
| 4    | Jan Stephenson    | 227 303 $ |           |
| 5    | Jody Rosenthal    | 290 195 $ |           |
| 6    | Patty Sheehan     | 208 107 $ |           |
| 7    | Nancy Lopez       | 204 823 $ |           |
| 8    | Christa Johnson   | 197 722 $ |           |
| 9    | Colleen Walker    | 190 315 $ |           |
| 10   | Rosie Jones       | 188 000 $ |           |
| 11   | Cindy Rarick      | 162 073 $ |           |
| 12   | Laurie Rinker     | 158 916 $ |           |
| 13   | Kathie Postlewait | 152 922 $ |           |
| 14   | Juli Inkster      | 140 739 $ |           |
| 15   | Pat Bradley       | 140 132 $ |           |

### Trophée Vare («Vare Trophy»)
Le tableau ci-dessous est le classement des golfeuses par scores les plus bas sur cette saison 1987.
| Cla. | Golfeuses  | Moyenne |
| ---- | ---------- | ------- |
| 1    | Betsy King |         |